# Чернацьке (Шосткинський район)
Черна́цьке — село в Україні, у Середино-Будській міській громаді Шосткинського району Сумської області. Населення становить 811 осіб. До 2020 орган місцевого самоврядування — Чернацька сільська рада.

## Географія
Село Чернацьке розташоване на березі річки Знобівка, вище за течією на відстані 1,5 км розташоване село Ромашкове, нижче за течією на відстані 3 км розташоване село Перемога. Через село проходить автошлях територіального значення Т 1908.

## Назва
Існує декілька версій-легенд з приводу заснування села. Основна версія-легенда свідчить, що село було засноване ченцями, що тікали від переслідування католиків з Подніпров'я та свою назву село отримало від слова «чернець». За іншою версією село заснували українські селяни, які втекли від польського гноблення — у той час українські селяни іменувалися «черню». За третьою версією село заснував козак Чорнота.

## Символіка
Герб відображає легенду про заснування села ченцями, що тікали від переслідування католиків (скинутий на землю церковний дзвін) та за допомогою провідної зорі (семипроменева зірка з додатковими променями) знайшли собі новий дім і заснували село Чернацьке.

## Історія
Точний час заснування Чернацького невідомий. На думку Філарета (Гумілевського) воно є поселенням «догетьманським, або навіть дотатарским». Відомий український історик А. М. Лазаревський дотримувався іншої точки зору і вважав, що воно було «поселено на порохінських землях Спаськими ченцями близько середини XVII століття». Сучасний дослідник Чернігово-Сіверщини П. М. Кулаковський схиляється до того, що Чернавська слобода (Чернацьке) була поселена в середині 1640-х років XVII століття.
Уперше Чернацьке згадується під назвою Чернавська слобода в указі царя Олексія Михайловича гетьману Богдану Хмельницькому від 14 січня 1656 року про розшук і покарання його жителів, які в 1655 році побили й пограбували новгород-сіверського помісного козака Афанасія Семенова з п'ятьма товаришами. На той момент воно знаходилося в диспозиції гетьманській і військовій, а 3 вересня 1667 року було подаровано царем Олексієм Михайловичем Чернігівській архієпископії і Новгород-Сіверськії архимандрії. У їхньому спільному володінні село перебувало до 6 серпня 1673 року, після чого архієпископ Лазар Баранович розділив володіння Чернігівської архієпископії і Новгород-Сіверської архимандрії і закріпив село Чернацьке за Чернігівською архієрейською кафедрою.
За ревізією 1723 року в Чернацькому значилося 85 дворів і 60 хат, з яких Чернігівській архієрейській кафедрі належало 63 двори і 60 хат, а козакам — 22 двори, а на момент опису Новгород-Сіверського намісництва 1779—1781 роках — 120 дворів, 202 хати і 6 бездворових хат, з яких Борисоглібському кафедральному монастирю Чернігівської архієпископії належало 113 дворів, 190 хат і 6 бездворових хат, виборним козакам — 1 двір і 2 хати, підпомічникам — 4 двори і 6 хат, козачим підсусідкам — 2 двору і 2 хати, військовому товаришеві Семену Новикову — 1 хата і селянам — одна хата. У зазначений час у Чернацькому проживало 211 обивателів зі своїми сім'ями, які займалися землеробством, бондарським і колісним промислами. У селі діяло кілька торгових лавок, в яких продавалися сіль, сало, риба, дьоготь, дрова та інші товари; проводилася одна ярмарок на рік (21 листопада), торгувати на яку приїжджали купці з Глухова, Середини-Буди і інших місць.
У 1786 році на підставі іменного указу Катерини II від 10 квітня 1786 року «Про штат Київської, Чернігівської та Новгород-Сіверської єпархій» Чернацьке було вилучено у Борисоглібського кафедрального монастиря та передано в казенне відомство. З вказаного часу його частина місцевих жителів перебувала у відомстві скарбниці, мала статус державних селян і платила грошовий податок державі.
У роки французько-російської війни 1812 року 229 державних селян Чернацької волості були мобілізовані на військову службу і направлені в діючу армію. При цьому волосне правління забезпечило їх одягом, взуттям, провіантом на один місяць і зброєю: рушницями, багнетами, шаблями тощо.
Напередодні скасування кріпосного права, у 1859 році, в Чернацькому проживали 1159 чоловіків і 1317 жінок. Більшість з них перебували у віданні казни, і лише незначна частина відносилася до кріпосного стану і належала поміщикові Є. П. Сидоренко та іншим власникам.
На початку 1880-х років XIX століття в селі працювали 2 заїжджих двори, 1 лавка, 1 водяна і 16 вітряних млинів і 2 крупорушки. Значна частина місцевих земель в зазначений час належала дворянину Володимиру Григоровичу Сибилеву, вдові колезького асесора Марфі Іванівні Коробкіній, купцеві Івану Кирилович Щербакову, дворянам Миколі Михайловичу і Єгору Михайловичу Сидоренко, поручникові Леоніду Федоровичу Новикову й іншим.
З 1882 року в Чернацькому функціонував завод з виготовлення конопляної олії купця Івана Кириловича Щербакова, на якому в 1884 році працювало 9 робітників і вироблялося конопляної олії на суму 6000 рублів на рік, а в 1900 році — на суму понад 9000 рублів на рік. Після смерті І. К. Щербакова завод перейшов у спадок до його синів Івану Івановичу та Павлу Івановичу Щербаковим, які збільшили продуктивну потужність заводу і в 1912 році виготовляли на ньому конопляної олії на суму 33 525 рублів на рік.
На початку ХХ століття в селі діяло близько двадцяти млинів, в тому числі один водяний, і проводилися три ярмарки на рік (2 лютого, 26 вересня та 21 листопада), на яких продавалися вовняні та хутрові товари, різний посуд, вироби зі скла та металу, віск, конопля, конопляне насіння, тютюн, худобу та інші товари.
Звичайним одягом чоловіків дореволюційного Чернацького були свити (сувої), «юпки», сіряки і куртки, які шилися з чорного та білого сукна домашнього виготовлення, а також кожушки («кожухи»), пояса та шапки. Свита (сувій) являла собою довгий одяг, на зразок халата зі стоячим коміром з півкругом, які доходили до пояса. Вона мала дуже вайлуватий вигляд і носилася переважно людьми похилого віку, та й то дуже рідко. У більшості випадків селяни носили «юпки», що мали вигляд міщанської козачки. У довжину вони досягали до колін, мали стоячий або відкидний комір і часто прикрашалися у стану на задньому полі безліччю складок або збірок. Сіряк мав форму шуби, шився просторим і довгим, з великим відкидним коміром. Куртка мала форму піджака і вважалася літнім одягом. Кожушок шився з овчин домашніх овець і мав форму «юпки». Поверх одягу селяни носили червоний або зелений пояс.
Жіночий одяг складалася з юпки, безрукавки, плахти, спідниці, запаски, фартуха і пояса. Юпка шилася з білого сукна домашнього виготовлення, мала маленький, стоячий комір, у стана була зшита в три збірки і мала з правого боку кишеню, який прикривав зубчастий клапан. Безрукавка шилася з покупної матерії і мала форму корсета. Плахту ткали з вовняних ниток і вона мала картатий малюнок. Для підв'язки плахти служив пояс, який плентався з вовняних ниток і забарвлювався в червоний колір. Запаска мала форму звичайного жіночого фартуха. Фартух шився з домашнього полотна, а низ прикрашався в'язаним візерунком. У повсякденному житті чоловіки і жінки села носили личаки, а на свята чоловіки взували чоботи, а жінки черевики і півчобітки.
Значна частина місцевих жителів в кінці XIX століття займалася кустарним промислом, виготовленням дерев'яного посуду і возових коліс. Свої вироби вони продавали на ярмарках Середини-Буди та інших населених пунктів Чернігівської, Курської і Полтавської губерній і отримували від цього непоганий дохід — близько 50 рублів на рік. Незважаючи на це, багато з них жили бідно, зловживали спиртними напоями і залишали значну частину свого прибутку в трьох Чернацьких шинках, що продавали понад 1000 відер горілки на рік.
Здавна в Чернацькому функціонувала дерев'ян Введенська церква, в якій на момент опису Новгород-Сіверського намісництва 1779—1781 рр. служили 3 священика, 2 паламаря і 1 диякон. На початку 30-х років позаминулого століття дерев'яна церква згоріла від удару блискавки, а на її місці у 1836 році була зведена нова цегляна церква, до якої на початку 1860-х років була прибудована цегляна дзвіниця.
У церкві зберігалася ікона Введення Богоматері, яка була подарована їй командиром 1-ї піхотної дивізії Карлом Карловичем Фезі (1792—1848), відомим російським генералом, який брав участь у підкоренні Кавказу. У 30-их роках ХХ століття церква була передана місцевому колгоспу під зерносховище, а в роки німецько-радянської війни зруйнована.
У 1840 році в Чернацькому була відкрита земська школа. Довгий час вона перебувала в малопридатному приміщенні, а в 1894 році для неї було побудовано нове шкільне приміщення, що складалося з чотирьох класних кімнат. Школа утримувалася за рахунок земства та сільського суспільства. У 1901 році в школі навчалося 72 хлопчики і 5 дівчаток. У 1896 році в Чернацькому була відкрита школа грамоти, в якій станом на 1 січня 1899 року навчалося 30 хлопчиків і 6 дівчаток.
Село постраждало внаслідок геноциду українського народу, проведеного урядом СРСР в 1932—1933 роках.
Квітнем 1942 року та наступними місяцями нацистські окупанти спалили загалом 390 дворів села Чернацьке Середино-Будського району, де загинуло 56 жителів.
З 24 серпня 1991 року село у складі Незалежної України. 
12 червня 2020 року, відповідно до Розпорядження Кабінету Міністрів України № 723-р «Про визначення адміністративних центрів та затвердження територій територіальних громад Сумської області» увійшло до складу Середино-Будської міської громади.
19 липня 2020 року,  в результаті адміністративно-територіальної реформи та ліквідації Середино-Будського району, село увійшло до Шосткинського району.

#### Російське вторгнення в Україну (з 2022)
14 липня 2024 року село обстріляли російські агресори. Зафіксовано 8 вибухів, ймовірно міномет 120 мм. 
19 липня 2024 року російські війська обстріляли село. Зафіксовано 1 вибух, ймовірно ФПВ-дрон.  
3 серпня 2024 року російські війська знову обстріляли село. Зафіксовано 8 вибухів, ймовірно РСЗВ.      
10 серпня 2024 року село знову зазнало ворожих російських атак. Як повідомили в оперативному командуванні «Північ» зафіксовано 2 вибухи, ймовірно ФПВ-дрон.    
22 серпня 2024 року від обстрілів російської артилерії постраждали населені пункти Бачівськ, Рудак, Нововасилівка, Чернацьке, Порозок, Славгород, Карповичі, Грабовське та Покровка. Про це повідомили повідомили в Генштабі ЗСУ у зведенні о 16.00.     
27 серпня 2024 року оперативне командування «Північ» інформує про обстріли села. Зафіксовано 3 вибухи, ймовірно ствольна артилерія 122 мм.     

## Особистість
- Заболотний Іван Петрович — український хоровий диригент, педагог, професор, заслужений діяч мистецтв України.